# Something Special
Something Special är ett album av Dolly Parton, släppt i augusti 1995 på Columbia Records. Förutom sju nyskrivna Dolly Parton-låtar, uppdaterade hon tre av sina gamla låtar: "Jolene", "The Seeker" och "I Will Always Love You", den sista framfördes nu i duett med Vince Gill. Duetten med Vince Gill duet, Dolly Partons tredje inspelning, nådde som högst placeringen #15 på Billboards lista Hot Country Singles & Tracks, och blev Dolly Partons högst listplacerade singel på fyra år. Den utsågs till av Country Music Association till "Vocal Event of the Year" ("Årets bästa sånginsats").

## Låtlista
Alla låtar skrivna av Dolly Parton utom "Teach Me to Trust", som Dolly Parton skrev tillsammans med Gene Golden.
1. "Crippled Bird" - 3:44
2. "Something Special" - 3:05
3. "Change" - 3:40
4. "I Will Always Love You" - 3:17
  - duet with Vince Gill
5. "Green-Eyed Boy" - 3:53
6. "Speakin' of the Devil" - 3:15
7. "Jolene" - 3:42
8. "No Good Way of Saying Good-Bye" - 2:57
9. "The Seeker" - 3:03
10. "Teach Me to Trust" (Parton, Gene Golden) - 3:27